# Port lotniczy Goiânia-Santa Genoveva
Port lotniczy Goiânia-Santa Genoveva (IATA: GYN, ICAO: SBGO) – port lotniczy na północny wschód od Goiânia, w stanie Goiás, w Brazylii.

## Linie lotnicze i połączenia
- Azul Linhas Aéreas (Campinas-Viracopos)
- Gol Transportes Aéreos (Belo Horizonte-Confins, Brasília, Cuiabá, Palmas, Recife, Rio de Janeiro-Galeão, São Paulo-Congonhas, São Paulo-Guarulhos)
- Passaredo Linhas Aéreas (Araguaína, Cuiabá, Curitiba-Afonso Pena, Ji-Paraná, Palmas, Porto Alegre, Recife, Ribeirão Preto, Rio de Janeiro-Santos Dumont, Salvador da Bahia, São Paulo-Guarulhos, Uberlândia)
- SETE Linhas Aéreas (Altamira, Araguaína, Belém-Val de Cães, Brasília, Gurupi, Marabá, Palmas, Redenção)
- TAM Linhas Aéreas (Brasília, Campo Grande, Palmas, São Paulo-Congonhas, São Paulo-Guarulhos)
- TRIP Linhas Aéreas (Belo Horizonte-Confins, Cuiabá, Rio de Janeiro-Santos Dumont, Rio Verde, Uberlândia)